# Buxoro
Buxoro (Aussprache [ˌbuxɒˈrɒ]; deutsch Buchara; tadschikisch Бухоро Buchoro; persisch بخارا Buchārā; russisch Бухара Buchara; englisch Bukhara) ist die siebtgrößte Stadt Usbekistans und Hauptstadt der gleichnamigen Viloyat.
Das historische Zentrum von Buchara mit seinen Baukunstwerken, darunter zahlreiche Moscheen und Medressen, wird von der UNESCO seit 1993 zum Weltkulturerbe gezählt.
Die Stadt liegt an einer der alten Seidenstraßen und am Fluss Serafschan. Sie ist heute eines der bedeutendsten Handels- und Industriezentren Zentralasiens. Der größte Teil der Einwohner der Stadt sind Tadschiken und sprechen als Muttersprache Tadschikisch, die zentralasiatische Form des Persischen.

## Geschichte

### Frühe Zeit
Die Oase, in der sich Buchara befindet, liegt in der historischen Landschaft Sogdien, die zunächst Teil des persischen Achämenidenreiches war. Ab wann sich die Siedlung Buchara entwickelte und wann die Stadt gegründet wurde, ist unbekannt. Die älteste gefundene Töpferei im Stadtgebiet stammt aus der Zeit des Hellenismus, als die Region Teil des griechisch-baktrischen Königreichs war, das nach den Feldzügen Alexanders des Großen entstand. Da einige ältere Siedlungen in der Oase archäologisch nachgewiesen wurden, kann eine frühere Siedlungstätigkeit im heutigen Stadtgebiet nicht ausgeschlossen werden. Man schätzt eine Gründung im 6. Jahrhundert v. Chr. Die Bedeutung der Stadt in vorislamischer Zeit zeigt sich in den Münzen, die die Herrscher der Stadt prägen ließen. Buchara war in der Spätantike, als die Region Grenzgebiet zum neupersischen Sassanidenreich war, einer der prosperierenden sogdischen Stadtstaaten, die vor allem am Fernhandel interessiert waren. In den zwei oder mehr Jahrhunderten vor der Etablierung der islamischen Herrschaft über die Region war Sogdien – und damit auch Buchara – auf dem Höhepunkt wirtschaftlichen und kulturellen Reichtums.

### Ab der Ankunft der Araber

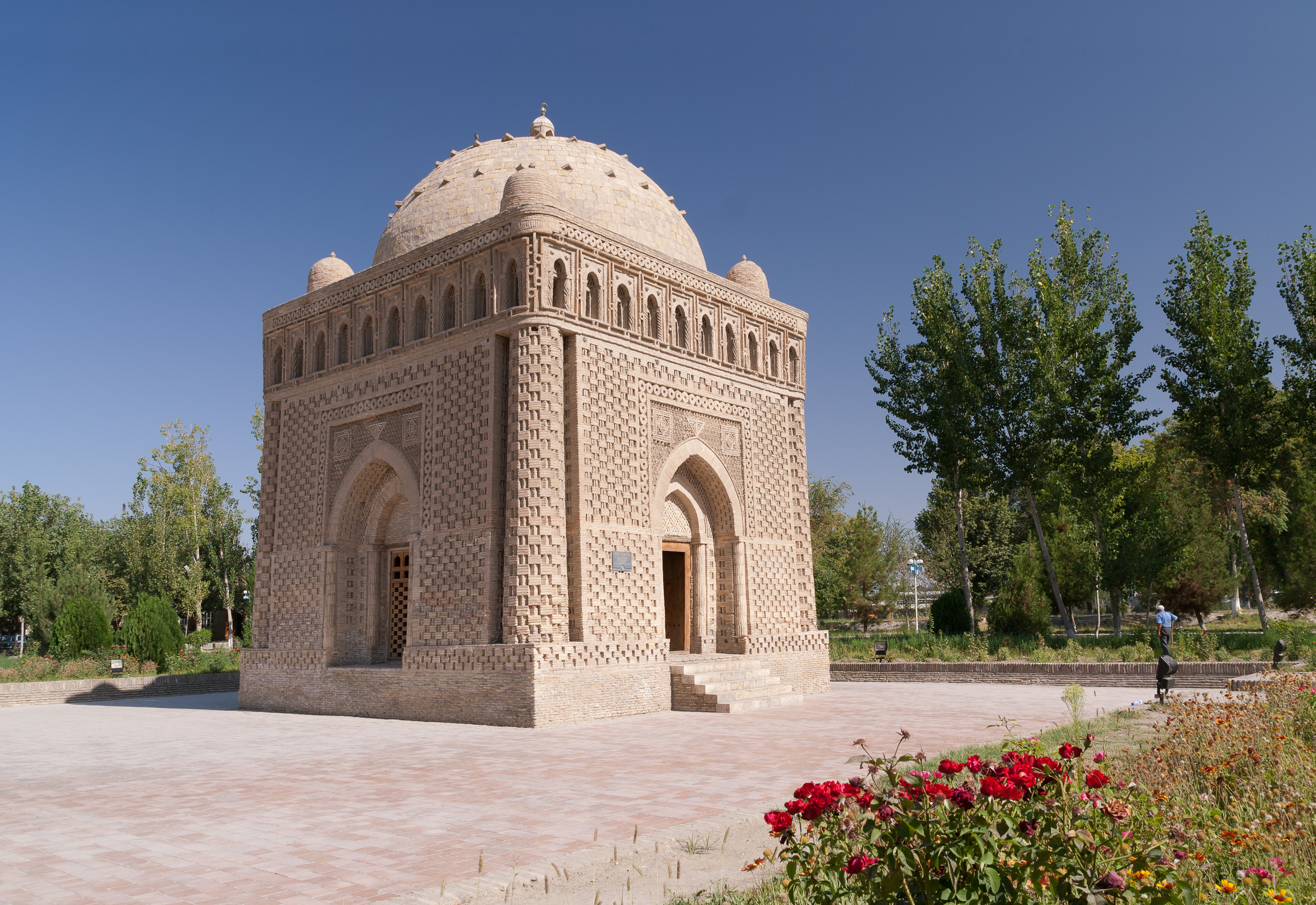
Das Mausoleum der Samaniden aus dem 10. Jahrhundert ist das älteste erhaltene Gebäude der Stadt

673/674 begann mit dem Angriff von Ubaidallah ibn Ziyad im Rahmen der arabischen Eroberungsfeldzüge eine Serie von Raubzügen der muslimischen Araber gegen das von Truppen türkischer Völker unterstützte Buchara. Obwohl jeweils siegreich, waren die Araber zunächst nicht in der Lage, eine dauerhafte Herrschaft über Transoxanien zu sichern. Dies änderte sich erst unter Qutaiba ibn Muslim, der zwischen 706 und 709 unter Schwierigkeiten die Bewohner Bucharas zu islamisieren versuchte und 710 als Herrscher Bucharas eingesetzt wurde. In frühislamischer Zeit waren die Herrscher Bucharas als Buchār Chudāt (bzw. Buchār Chudāh) bekannt.
Die Umayyaden hatten allerdings Schwierigkeiten, sich in Zentralasien zu behaupten. Abu Muslim war mitverantwortlich für den Sieg der Abbasiden, doch seine Herrschaft wurde in Buchara nicht akzeptiert, wo es 750 zu einer ersten Revolte kam, die blutig niedergeschlagen wurde. Weitere Aufstände mit verschiedenen Allianzen und Zielen folgten, so zwischen 776 und 779 unter Al-Mukanna. Diese Phase der Unruhe fand erst ihr Ende, als die persischen Samaniden im Jahr 865 an die Macht kamen und Buchara Hauptstadt eines mächtigen Reiches wurde, ein blühendes Zentrum von Handel und Handwerk sowie ein geistiger Pol des Islams im Osten.

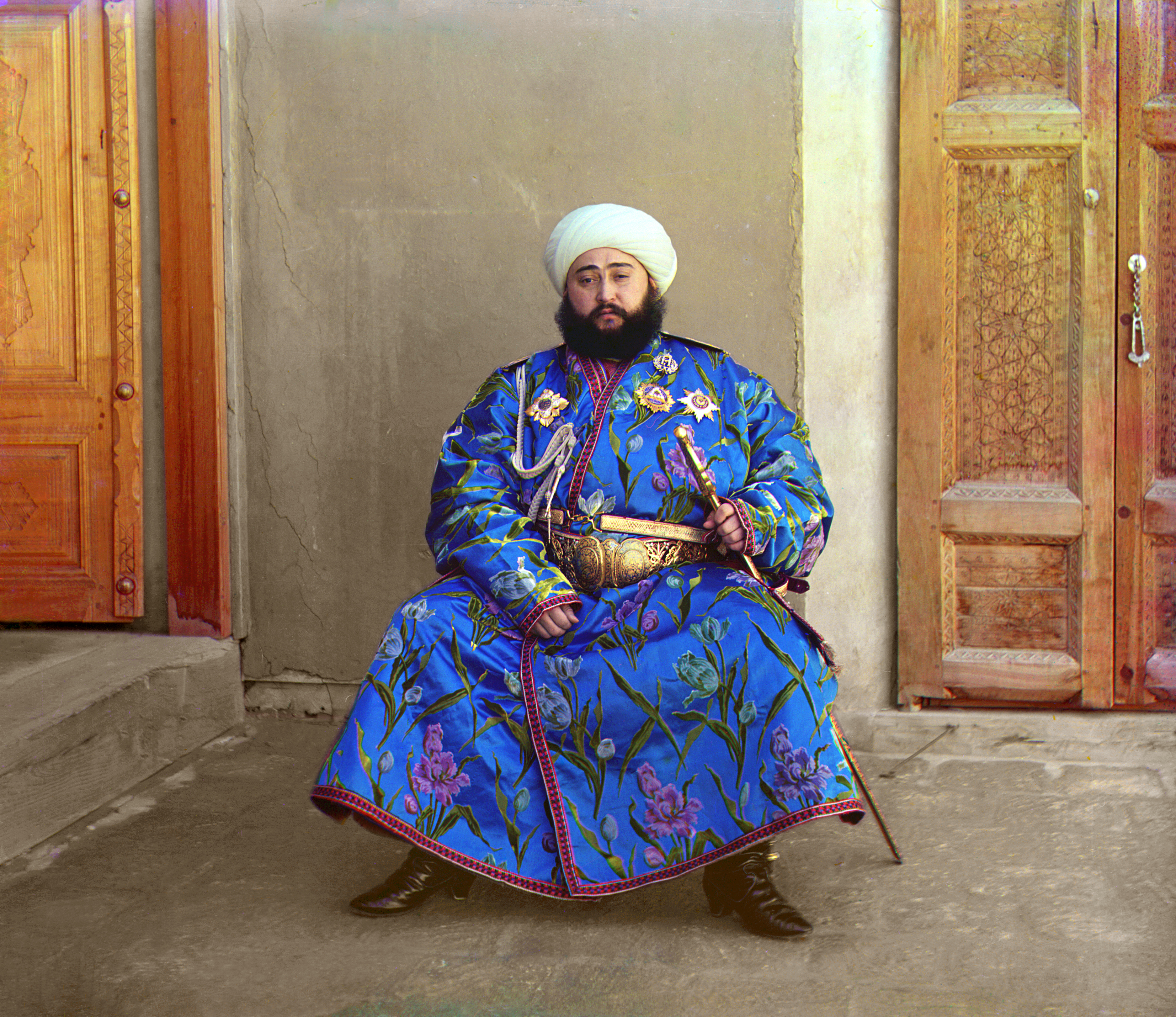
Letzter Emir von Buchara Alim Khan (1911)

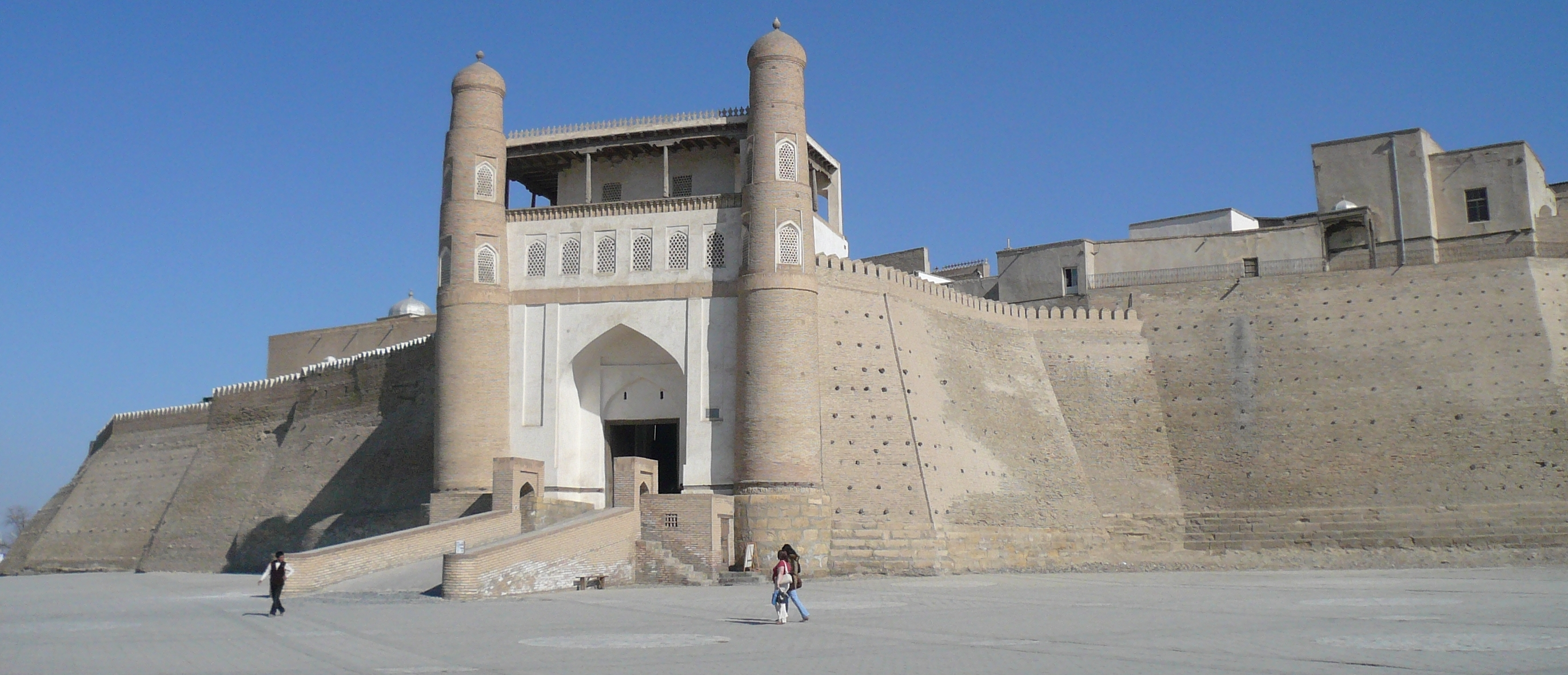
Zitadelle (Ark)

Ansicht eines typischen Innenhofs

Nach dem Ende der Samanidenherrschaft durch den Einfall türkischer Völker verlor der Ort unter der Oberhoheit der türkischen Karachaniden ab 999 zwar an politischer Bedeutung, von der kulturellen Blüte der Stadt unter den westlichen Karachaniden zeugen jedoch zwei bedeutende Baudenkmäler: das Kalon-Minarett (Minār-i Qalyān, durch eine Inschrift auf 1127 datiert) und die zu dieser Zeit erneuerte Südfassade der Mag'oki-Attori-Moschee (Masǧid-i maġāk-i ʿaṭṭārī). Vor allem die lange Herrschaft des Arslan Khan (1102–1130) war von relativem Wohlstand und Stabilität geprägt. Allerdings mussten die westlichen Karachaniden seit dem späten 11. Jahrhundert die Oberherrschaft der Großseldschuken anerkennen, welcher 1141 die der nichtmuslimischen Kara-Chitai folgte. Buchara wurde während dieser Zeit wechselnder Oberherrn (12. bis frühes 13. Jahrhundert) meist von der Lokaldynastie der Burhaniden regiert, bei der es sich um eine Reihe geistlicher Führer (Hanafiten) mit dem Titel Sadr handelte. Nachdem bereits der Choresm-Schah Atsiz 1139/40 die Stadt attackiert hatte, wurde sie 1182 (und vielleicht noch einmal 1198) von dessen Enkel Ala ad-Din Tekisch erobert und kam 1207 schließlich unter die Herrschaft von Tekischs Sohn Muhammad II.

### Ab der Mongolenherrschaft
Im Jahr 1220 wurde Buchara von Dschingis Khans Truppen erobert und größtenteils zerstört. Unter seinem Nachfolger Ögedei Khan konnte sich die wiederaufgebaute und von den geflohenen Bewohnern wiederbesiedelte Stadt wirtschaftlich erholen, auch wenn es nur wenige Nachweise mongolischer Bautätigkeit gibt. Eine nachhaltige Entwicklung wurde unter anderem durch innermongolische Konflikte und solche zwischen Fraktionen der Bevölkerung behindert, 1238 kam es zum Tarabi-Aufstand der armen Stadtbevölkerung. 1263 eroberte der mongolische Khan Hülegü die Stadt und ließ mehrere Tausend Menschen töten. 1273 folgten mongolische Truppen aus Iran unter Abaqa Khan – wieder wurden viele Einwohner getötet und versklavt. 1276 suchten Truppen des Ilkhans und des Tschagatai Khans die ländlichen Gebiete der Oase Buchara heim. Insgesamt kam es in den 1270er Jahren zu vielen schweren Zerstörungen mit angeblich Zehntausenden Toten.
Unter Qaidu Khan und dem Verwalter Masud Beg konnte sich die Stadt zum Ende des 13. Jahrhunderts wieder erholen.
Während der Mongolenzeit erreichte Buchara seinen Tiefpunkt und unter den Timuriden im 14. Jahrhundert war die Stadt nur ein Provinzzentrum im Schatten des etwas östlich von Buchara gelegenen Samarqand. 1316 wurde die Stadt vollständig verwüstet, in den 1330er Jahren beschrieb Ibn Battuta die Stadt als „...wenig bevölkert und ruinös“. Bis zum Ende des 15. Jahrhunderts hatte Buchara seine führende Rolle in Politik, Militär und Handel verloren, in Wissenschaft und Mystik konnte sie sie behalten.
Aus den Nachfolgekämpfen am Ende der Timuridenzeit entstand mit dem Usbeken-Khanat eine neue Macht in Zentralasien, unter der Buchara im 16. und 17. Jahrhundert eine neue Blüte erlebte. Die erste usbekische Dynastie waren die Scheibaniden (1500–1599), deren Hauptstadt 1533 unter Ubaidullah Buchara wurde. 1540 wurde die Miri-Arab-Madrasa eröffnet. Die Stadt wuchs, wurde zur wichtigsten in ganz Zentralasien und erhielt unter Abdullah II. (Abdullah Khan) zahlreiche Baudenkmäler, die das Stadtbild bis heute bestimmen. Auch die nachfolgenden Dschaniden hinterließen mit reger Bautätigkeit Spuren in der Stadt. 1598 drang der kasachische Khan Tawakkul bis nach Buchara vor. Als die orthodoxe Geistlichkeit 1647 die Absetzung des weltlich gesinnten Khans Nadir Mohammed betrieb, hofften die indischen Moguln diesen Thronstreit zur Rückeroberung ihrer alten Stammsitze nutzen zu können. Eine Armee Schah Dschahans eroberte 1647 Buchara, ohne auf größere Gegenwehr zu stoßen. Der hinhaltende Widerstand der Usbeken schwächte die Armee aber so sehr, dass der spätere Schah Aurangzeb den Rückzug seiner Truppen aus Buchara nach Indien befahl.
Die politische und militärische Stärke der Herrscher von Buchara sank nach der Blütezeit ab Mitte des 17. Jahrhunderts und die Bevölkerung ging zurück. Ab 1710 verbündeten sich die Keneges und Kitai-Kiptschaken und riefen in Samarkand einen Gegenkhan aus. In den Folgejahren und insbesondere um 1723 flüchteten große Gruppen von Kasachen vor den Dschungaren nach Buchara und Samarkand. Sie verbündeten sich mit verschiedenen usbekischen Gruppierungen und belagerten bis 1729 mehrfach Buchara. Buchara war 1730 stark verwüstet.
1740 wandten sich die Perser unter Nader Schah nach dem Raubzug gegen Delhi gegen Buchara. Die Dschaniden kapitulierten, nachdem das bucharische Heer auf Grund der überlegenen persischen Artillerie besiegt worden war. Der Schah zog in Buchara ein, das er als unbedeutende Provinzstadt ansah, auf deren Plünderung und Zerstörung er daher verzichtete. Der Herrscher Abu'l Faiz wurde ein Vasall Persiens. Der Niedergang Bucharas endete unter der Manghitendynastie ab 1747.
Die Stadt war früher ein Hauptsklavenmarkt. Sklavenhandel fand auch noch nach Mitte des 19. Jahrhunderts statt.

### Ab der Herrschaft der Russen

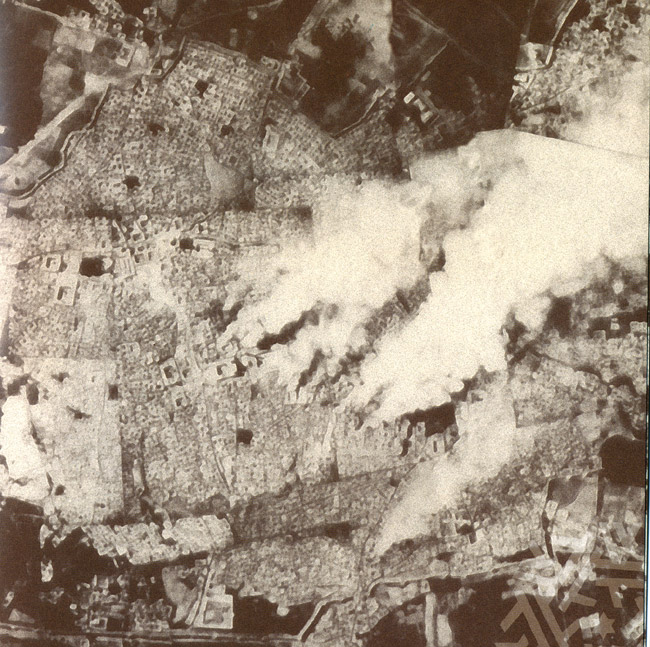
Feuer in Buchara nach den Angriffen der Roten Armee (1920)

Das Emirat Buchara verlor seine Unabhängigkeit nach der russischen Eroberung großer Teile Mittelasiens. Zwar wurden Buchara und sein Umland im Gegensatz zu den östlichen Teilen des Emirats (einschließlich Samarqand) nicht von Russland annektiert und in das neue Generalgouvernement Turkestan eingegliedert, der russisch-bucharische Handelsvertrag von 1868 besiegelte jedoch die faktische Kontrolle Russlands über Buchara, insbesondere über dessen Außenbeziehungen und Wirtschaft. Das Emirat bestand innerhalb des Russischen Reiches bis 1920 fort.
Am 2. September 1920 besetzte die Rote Armee während des russischen Bürgerkrieges Buchara. Bei schweren Kämpfen sollen dabei 75 % der Stadt zerstört worden sein. Am 14. September 1920 wurde die Sowjetische Volksrepublik Buchara (BNSR, ab dem 19. September 1924 Sowjetische Sozialistische Republik Buchara, BSSR) ausgerufen, die durch eine Reihe von Verträgen mit der Russischen SFSR eng an die Sowjetunion angebunden wurde. Im November 1924 wurde Buchara in die neu gegründete Usbekische Sozialistische Sowjetrepublik und damit in die Sowjetunion eingegliedert. Die 1945 wiedereröffnete Miri-Arab Madrasa mit 60 Studienplätzen bildete mit Ausnahme der kurzlebigen Baraq-Khan-Madrasa in Taschkent, die von 1956 bis 1961 bestand, die einzige islamische Bildungsinstitution der Sowjetunion. Sie wurde deswegen auch von Muslimen aus der Wolgaregion besucht, die eine islamisch-religiöse Ausbildung absolvieren wollten. Am 1. September 1991 wurde Usbekistan ein unabhängiger Staat.

## Demographie
- 1900: ca. 75.000, darunter viele Juden und Hindus[13]
- 1911: 070.000
- 1920: 050.000
- 2008: 235.517

Die autochthone Ortsmundart Bucharas ist das bucharische Tadschikisch, das wie das übrige Tadschikische auch als zentralasiatische Varietät des Persischen betrachtet werden kann. Die Stadt bildet eine tadschikische Sprachinsel, die ca. 200 km vom übrigen tadschikischen Sprachgebiet entfernt ist. Obwohl das bucharische Tadschikisch zu den Dialekten gehörte, auf deren Basis in der Anfangszeit der Sowjetunion der Standard des Tadschikischen normiert worden ist, ist die tadschikische Standardsprache in Buchara wenig präsent, da die Amts- und Schulsprache Usbekisch ist, das seit dem Ende der Sowjetunion auch das zuvor in diesen Funktionen präsente Russische ersetzt hat. Das bucharische Tadschikisch ist infolgedessen heute eine überwiegend mündliche Varietät, deren Sprecher gewöhnlich auch Usbekisch beherrschen. Als traditionelle Stadtsprache genießt es jedoch lokales Prestige und wird auch von in der Stadt lebenden usbekischen Muttersprachlern als Zweitsprache erlernt. Die seit langem weitverbreitete tadschikisch-usbekische Zweisprachigkeit hat nicht nur zu intensiven Entlehnungen geführt, sondern auch zu einer weitgehenden Konvergenz der phonologischen Systeme der lokalen Varietäten beider Sprachen. Aufgrund der dominanten Rolle, die das Russische in sowjetischer Zeit hatte, enthält das bucharische Tadschikisch auch zahlreiche russische Lehnwörter. Das Russische wird von den meisten Bucharern in mehr oder weniger großem Maße beherrscht, aktiv wird es jedoch primär in der Kommunikation mit monolingualen Russischsprechern verwendet, deren Anzahl seit dem Ende der Sowjetunion stark zurückgegangen ist.
Seit römischen Zeiten hatten sich Menschen jüdischen Glaubens angesiedelt. Seit dem 16. Jahrhundert waren diese als Bucharische Juden bekannt. Der jüdische Friedhof von Buchara zählt 10.000 Gräber. In der Stadt lebten im Jahr 2018 jedoch nur noch 150 Mitglieder der Gemeinschaft, wovon sich wenige an die Riten hielten.

## Politik und Verwaltung
Buxoro ist eine bezirksfreie Stadt in der Viloyat Buxoro und gleichzeitig deren Hauptstadt.

### Partnerstädte
| - Lahore, Pakistan - Santa Fe, Vereinigte Staaten - Rueil-Malmaison, Frankreich - Bonn, Deutschland | - Córdoba, Spanien - Malatya, Türkei - Nischapur, Iran |

## Stadtbild und Architektur

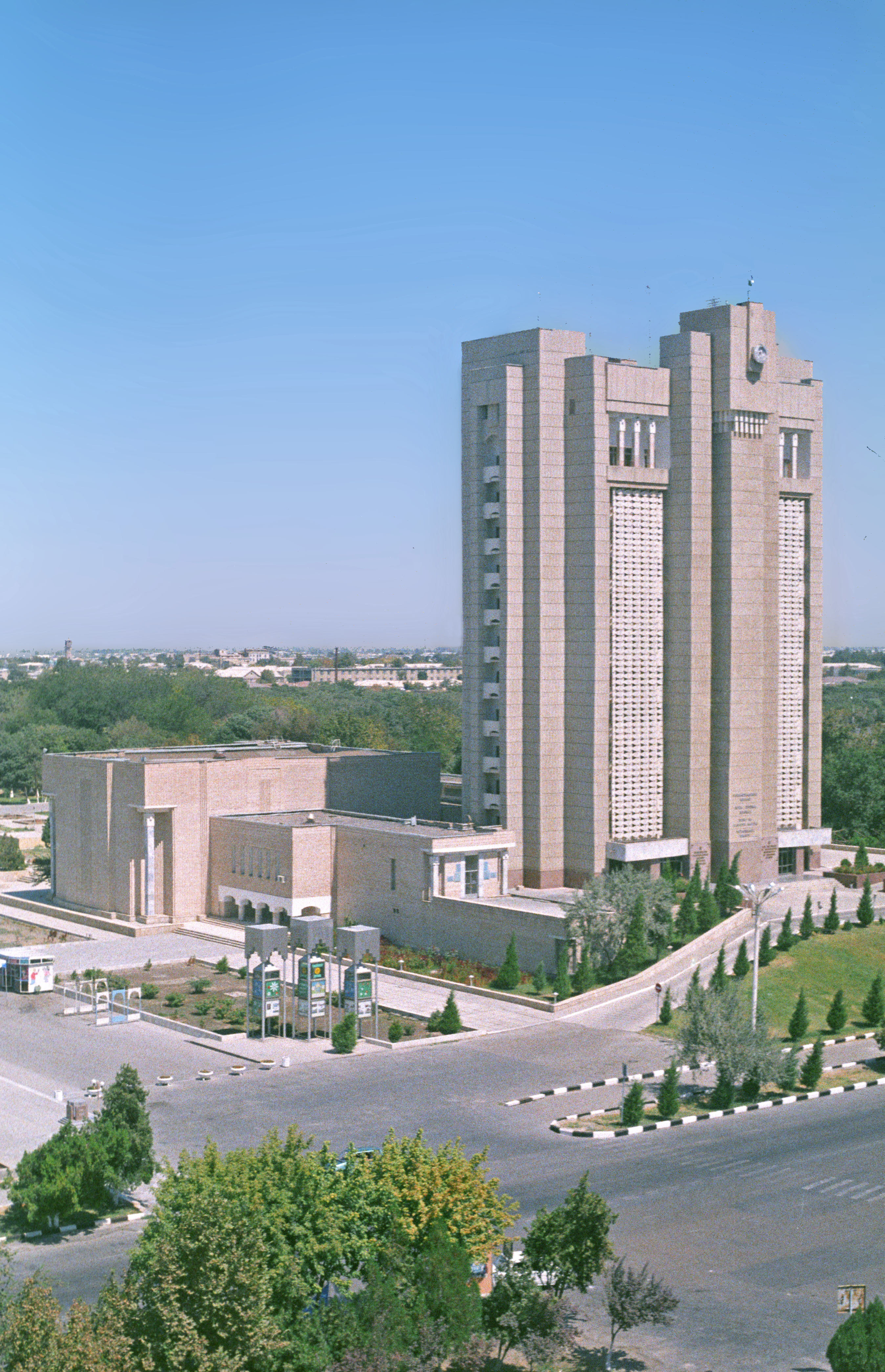
Verwaltungsgebäude in der sowjetischen Neustadt
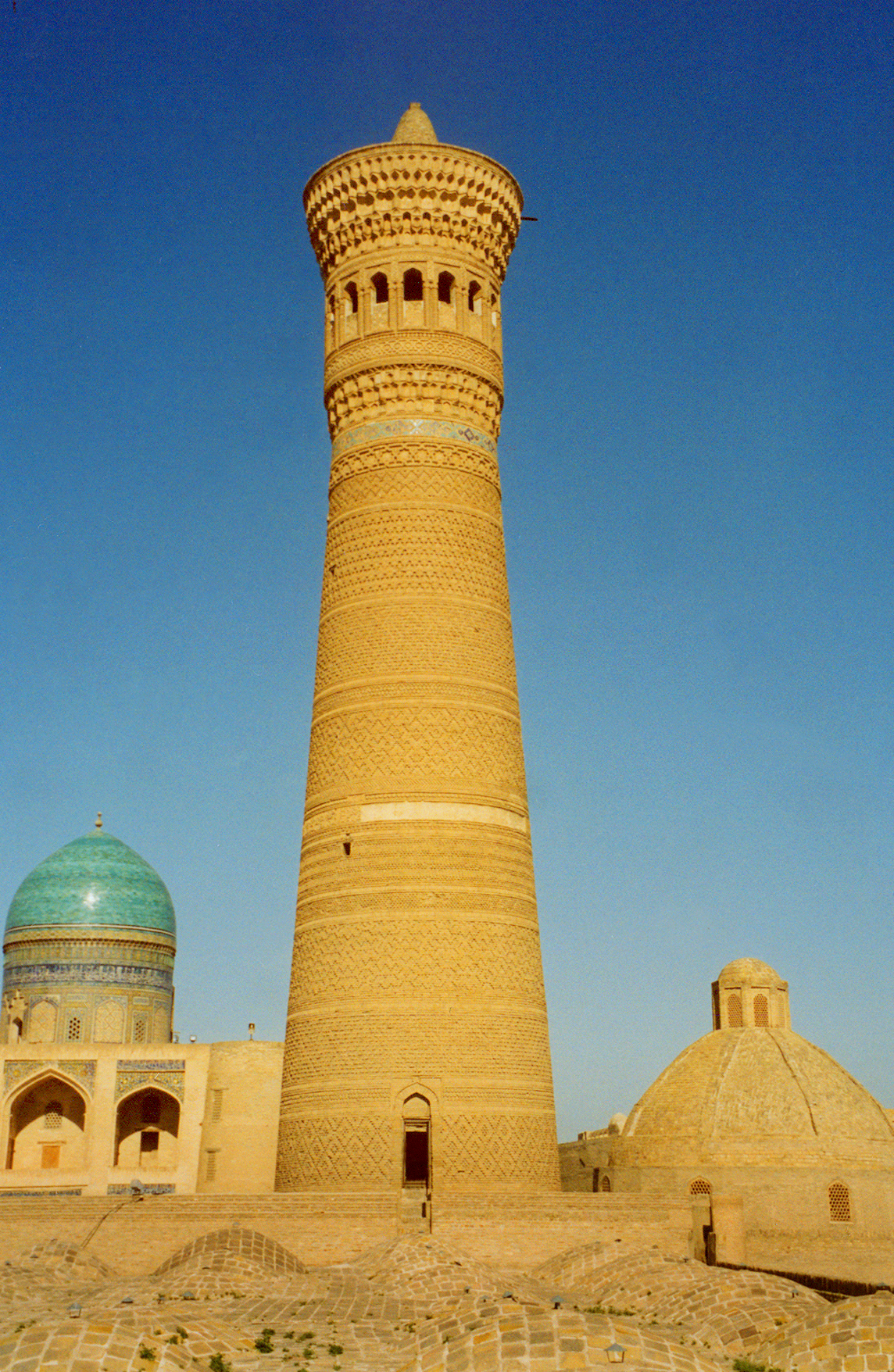
Kalon-Minarett
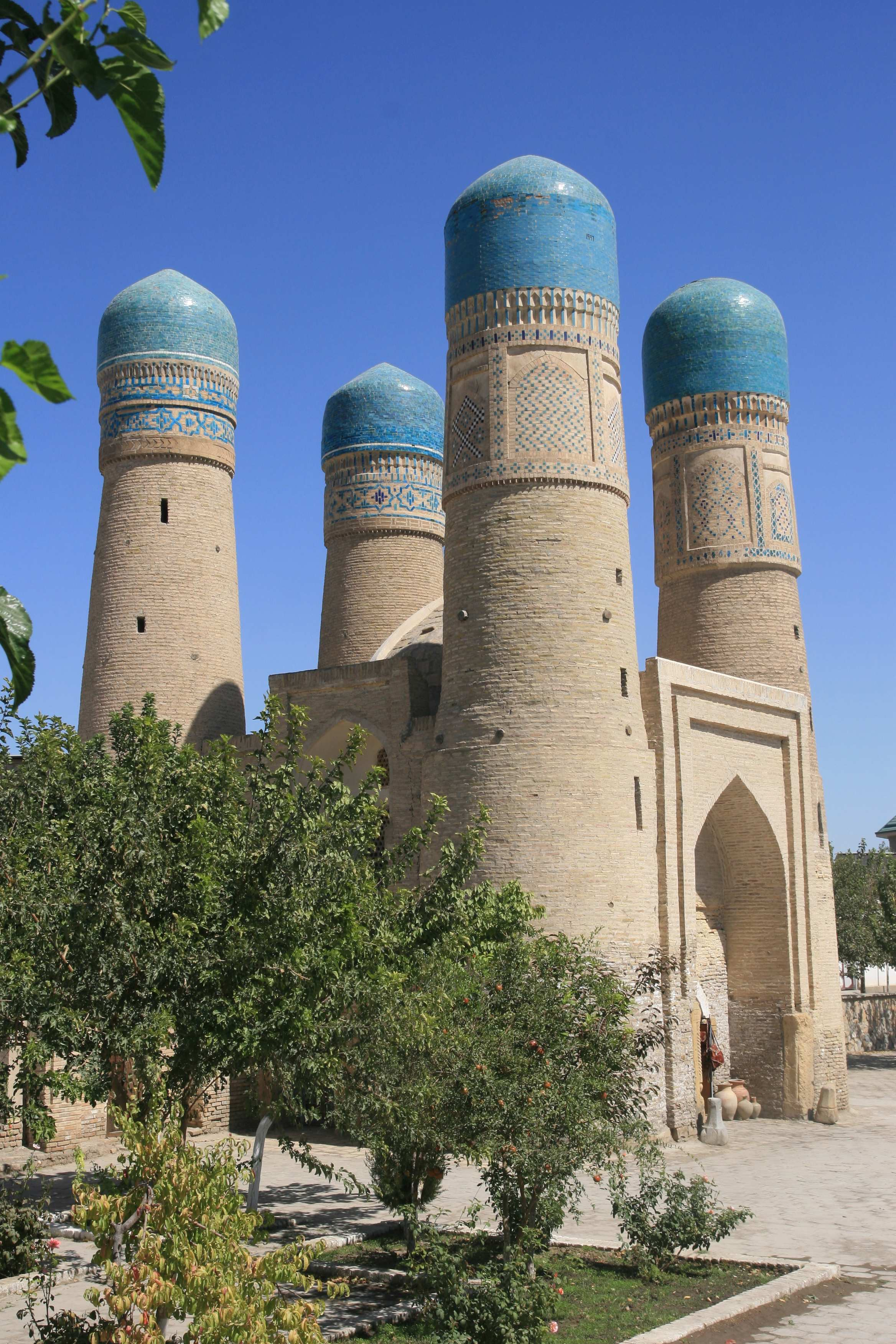
Tor der Madrasa Chahor Minor in Buchara

Das historische Zentrum von Buchara wurde 1993 zur Liste des UNESCO-Weltkulturerbes hinzugefügt, weil es das vollständigste und unberührteste Beispiel einer mittelalterlichen zentralasiatischen Stadt darstelle, die ihr Stadtgefüge bis heute bewahren konnte. Buchara habe im Hinblick auf die urbane Struktur und Bauwerke einen tiefgreifenden Einfluss auf die Entwicklung und Planung von Städten in einem weiten Bereich Zentralasiens gehabt. Südöstlich der Altstadt entstanden zu sowjetischer Zeit großzügige Straßen und Plätze sowie zahlreiche Verwaltungsgebäude, Hotels und Gebäude für Bildungseinrichtungen.

### Sehenswürdigkeiten
Westlich der Altstadt befindet sich mit dem Samaniden-Mausoleum (Ismoyil Somoniy maqbarasi) das älteste erhaltene Bauwerk Zentralasiens, das in den Jahren vor Ismoyil Somoniys Tod im Jahre 907 erbaut wurde und starken Einfluss auf die nachfolgende islamische Baukunst ausübte. In seiner Nähe befindet sich das im Kern vermutlich auf die Timuridenzeit zurückgehende Chashmai-Ayyub-Mausoleum (Hiobsbrunnenmusoleum) mit einem Quellbrunnen, der auf Ijob zurückgehen soll.
Die im 18. Jahrhundert auf einer künstlichen Anhöhe – der Stelle des mittelalterlichen Vorgängerbaus – erbaute Zitadelle Ark, beherbergt in ihrem Inneren den ehemaligen Palast des Emirs sowie eine Moschee von 1712. Westlich der Zitadelle liegen der Registan und an dessen Westseite die Bolo-Hovuz-Moschee. Südöstlich der Zitadelle befindet sich das Ensemble Poi Kalon mit dem Kalon-Minarett von 1127, die ein Wahrzeichen von Buchara ist, der Kalon-Moschee (15. Jahrhundert) und der ihr gegenüberliegenden Mir-Arab-Madrasa (1536). In dem Ensemble Labi Hovuz im Zentrum der Altstadt gruppieren sich die Koʻkaldosh-Madrasa (1568), die Nodir-Devonbegi-Chanaqa und die ursprünglich als Karawanserei geplante Nodir-Devonbegi-Madrasa (1622) um ein Wasserbecken.
Die älteste erhaltene Moschee Zentralasiens aus dem 9. bis 10. Jahrhundert, die Magʻoki-Attori-Moschee, steht an der Stelle eines ehemaligen sogdischen Tempels. Die älteste erhaltene Madrasa Zentralasiens ist die 1417 erbaute Ulugʻbek-Madrasa, der 1652, dem Kosch-Prinzip entsprechend, die Abdulaziz-Khan-Madrasa gegenübergestellt wurde. In der Nähe dieses Ensembles steht die auf die Timuridenzeit zurückgehende, reich ausgestattete Baland-Moschee. Zu den Gebäudekomplexen, bei denen mehrere verschiedene Bauwerke, z. B. Madrasa, Moschee, und Minarett, gemeinsam auf einem Grundstück errichtet wurden, zählen der Hodscha-Zaynuddin-Komplex, der Hodscha-Gaukuschan-Komplex und der Xalfa-Xudoydod-Komplex.
Mehrere der aus dem 16. Jahrhundert stammenden überkuppelten Basare, die vorwiegend über Straßenkreuzungen errichtet wurden, existieren heute noch, darunter der Toqi Sarrofon, der Toqi Telpak Furushon, der Toqi Zargaron und der Tim Abdullah Khan. Das viertürmige Gebäude von Chor Minor, eigentlich das Tor- oder Pförtnerhaus einer heute verschwundenen Madrasa, wurde 1807 von einem reichen Kaufmann erbaut. Das 1891 ebenfalls von einem reichen Kaufmann erbaute Xoʻjayev-Haus zeigt als Museum die Wohnkultur des ausgehenden 19. Jahrhunderts sowie Andenken an seinen letzten Bewohner, den kommunistischen Politiker Fayzulla Xoʻjayev.
Außerhalb des historischen Zentrums liegen im Süden die offene Namozgoh-Moschee, im Osten das Sayfiddin-Boharziy-Mausoleum und das Bayan-Kuli-Khan-Mausoleum dicht beieinander, im Nordosten die Fayzobod-Chanaqa und etwa 4 Kilometer nach Norden Sitorai Mohi Xosa, der Sommerpalast des letzten Emirs von Buchara. Westlich der Stadt liegt die Nekropole Chor Bakr.

### Impressionen

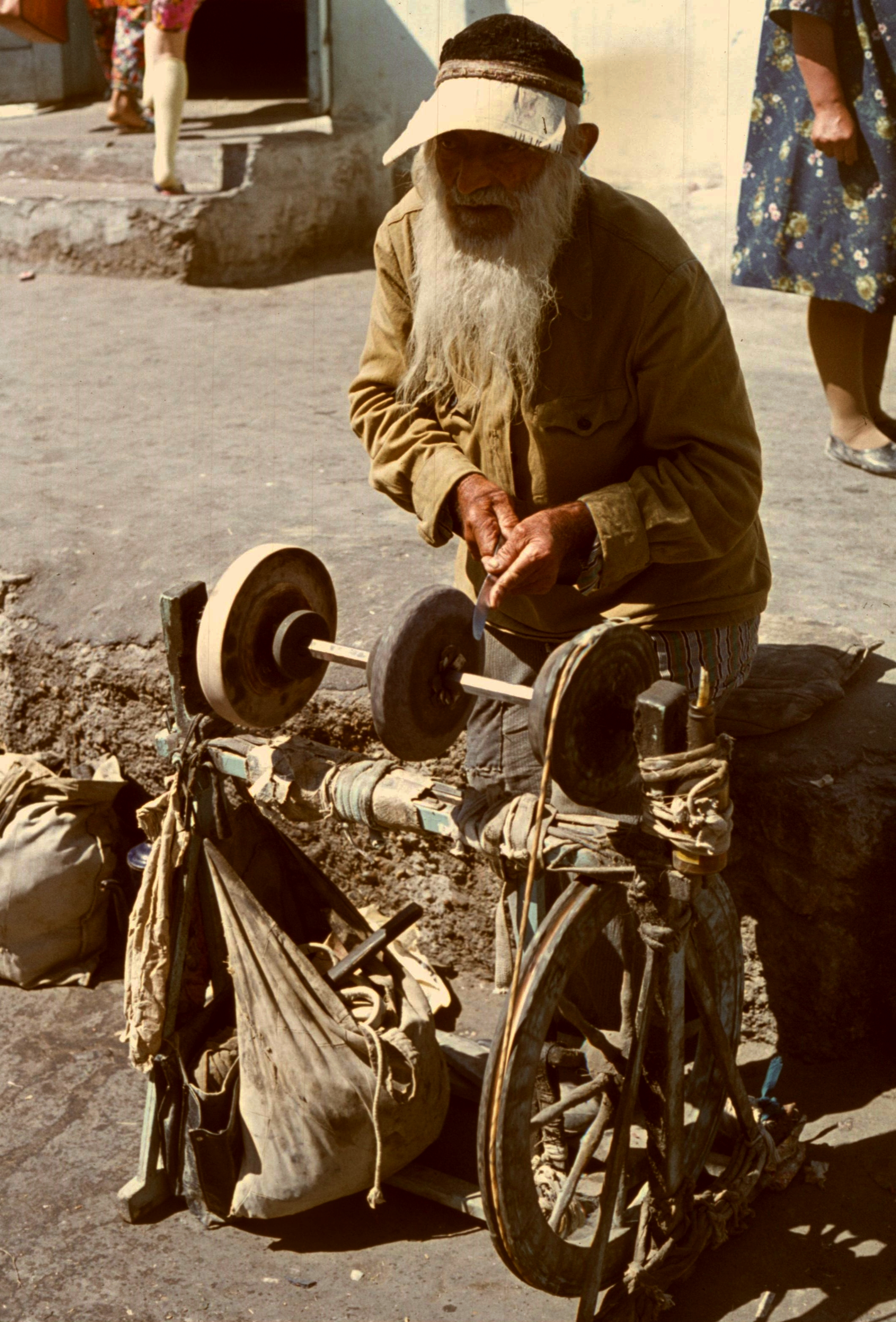
Messer- und Scherenschleifer (1981)
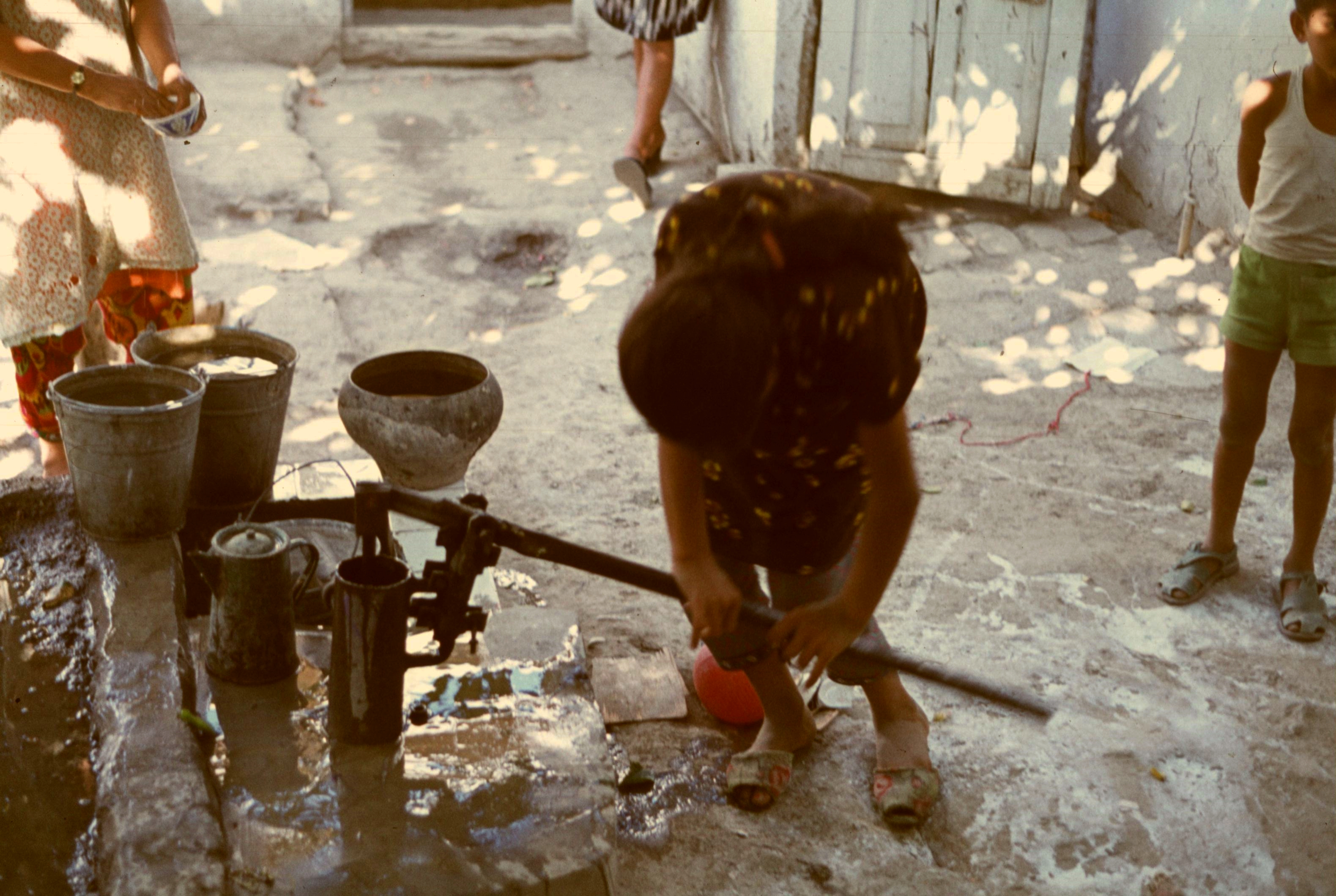
Trinkwasserbrunnen mit Handpumpe (1981)
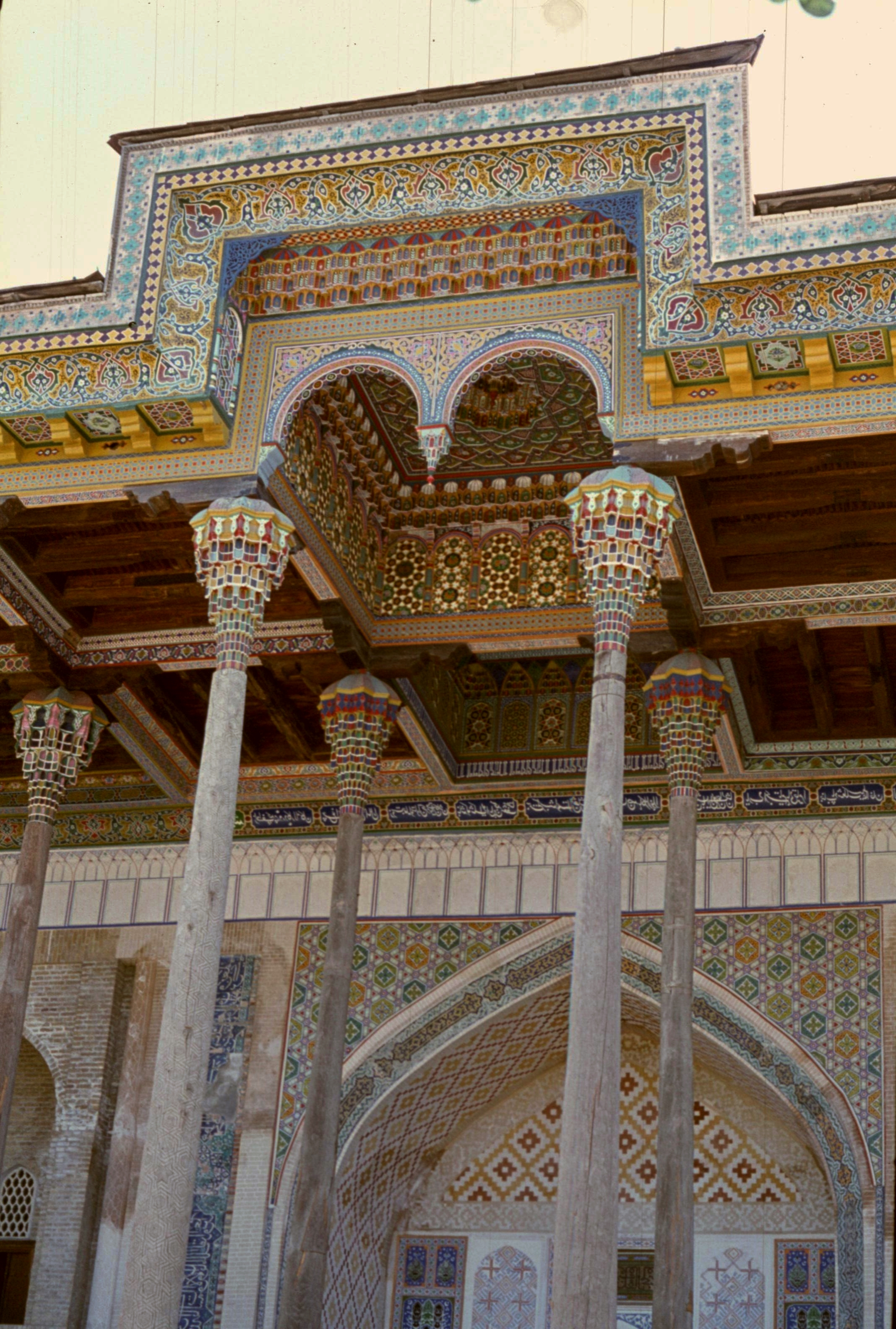
Bolo Haouz Moschee (1981)
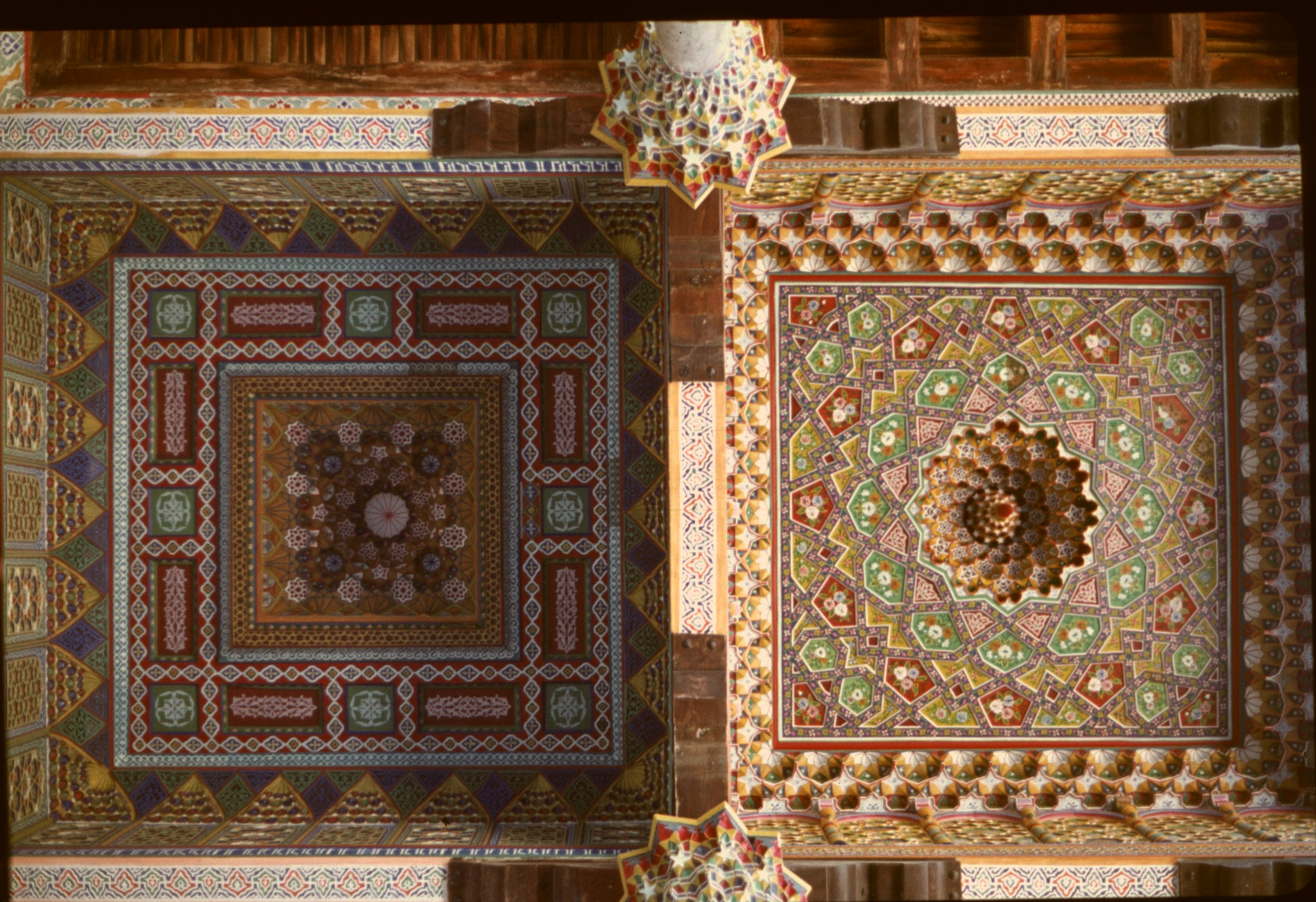
Bolo Haouz Moschee (1981)

## Wirtschaft und Infrastruktur

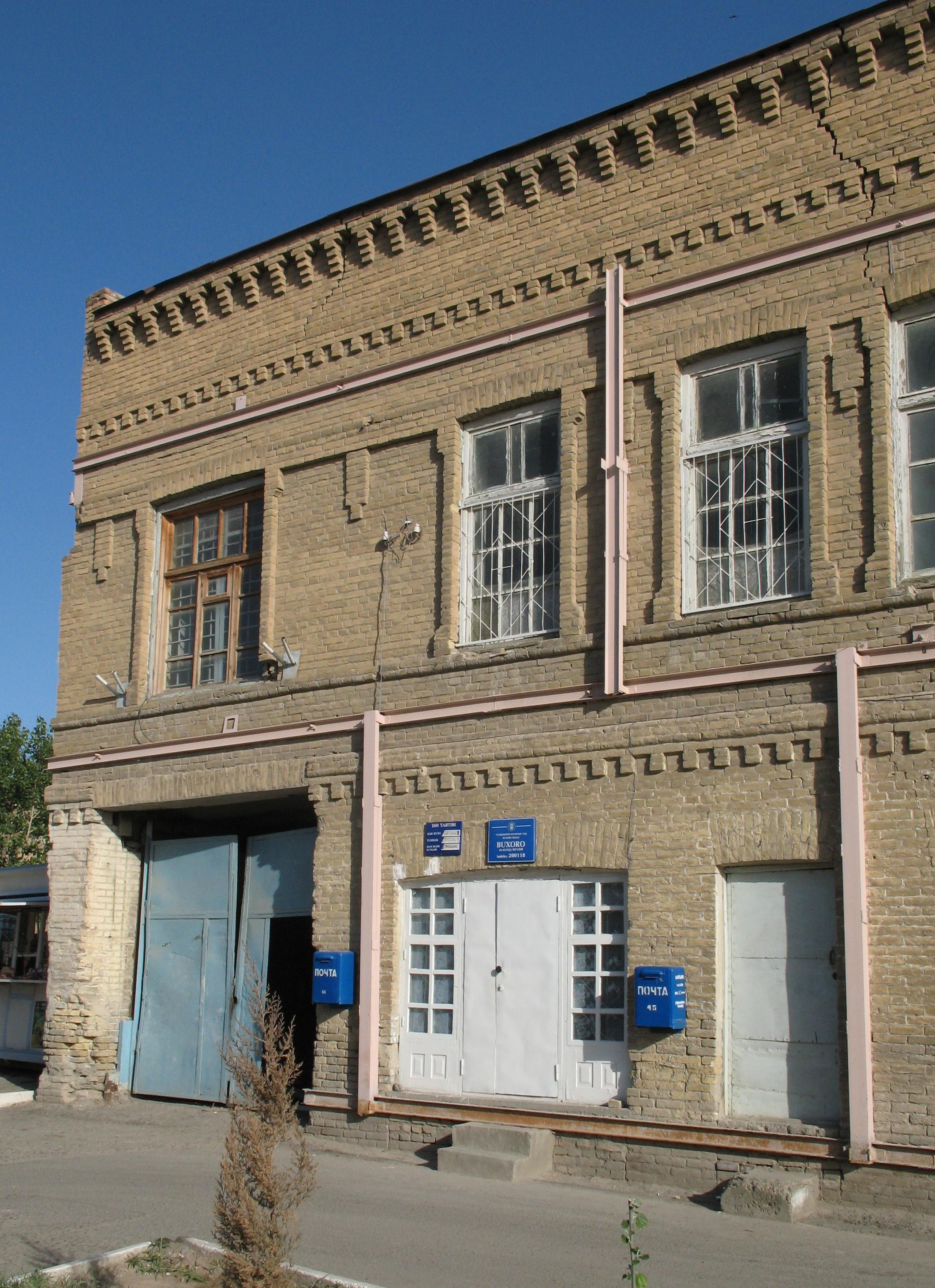
Postamt

### Verkehr
Der internationale Flughafen von Buxoro liegt östlich der Stadt.
Der Bahnhof Buxoro 1 ist der Fernbahnhof der Stadt und liegt an der Transkaspischen Eisenbahn.
In Buxoro kreuzen sich die Fernstraße M37, die als Abschnitt der Europastraße 60 von der turkmenischen Grenze nach Samarqand führt, und die A380 von Nukus nach Gʻuzor.

### Bildung
- Staatliche Universität Buxoro
- Buxoroer Technologisches Institut für Lebensmittel- und Leichtindustrie
- Buxoroer Staatliches Medizinisches Institut Abu Ali Ibn Sina
- Filiale des Taschkenter Instituts für Bewässerung und Landgewinnung

## Kultur

### Theater
In Buxoro befinden sich das Bucharaer Musik- und Dramatheater Sadriddin Ayni und das Bucharaer Puppentheater.

### Museen
Sehenswert ist das Buxoroer Staatliche Architektur- und Kunstmuseum mit den Abteilungen für Geschichte, Numismatik und Epigraphik, Zeitgeschichte und Ethnografie sowie Natur. Es umfasst außerdem Sammlungen von dekorativer und angewandter Kunst, Büchern und Dokumenten sowie das Kamoliddin-Behzod-Kunstmuseum.

### Sport
Der Fußballverein FK Buxoro spielte in der Saison 2022/23 in der höchsten usbekischen Spielklasse, der Uzbekistan Super League, stieg jedoch ab in die zweitklassige Pro League. Heimspielstätte ist das 22.700 Zuschauer fassende Stadion der Stadt, das 2002 eröffnet wurde. Von 2000 bis 2008 fand das Tennisturnier Bukhara Challenger in Buchara statt.

## Söhne und Töchter der Stadt

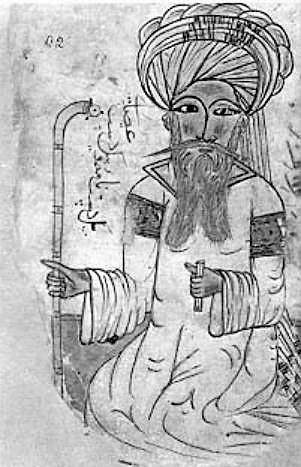
Darstellung Avicennas von 1271

- al-Buchārī (810–870), bedeutender islamischer Gelehrter und Hadithsammler
- al-Kalābādhī († 10. Jh.), persischer Sufi, Autor des Kitab at-ta'arruf
- Narschakhi (um 950), voller Name: Abu Bakr Muhammad ibn Dschafar Narschakhi (oder Narschachi), persischer Geschichtsschreiber (Tārich-e Bochārā) aus Narschak.
- Avicenna, latinisiert aus Ibn Sīnā (980–1037), geboren in Afschāna, berühmter persischer Arzt und Philosoph – einer der bedeutendsten Gelehrten des Mittelalters
- Sayyid Adschall Schams ad-Din Umar (um 1210–1279), Beamter der Yuan-Dynastie und der erste Statthalter Chinas in der Provinz Yunnan
- Abdurauf Fitrat (1886–1938), dschadidistischer Politiker, Schriftsteller und Agitator
- Fajsulla Chodschajew (1896–1938), sowjetisch-usbekischer Politiker
- Sorodschon Jussufowa (1910–1966), sowjetisch-tadschikische Geochemikerin und Hochschullehrerin
- Muchtar Aschrafi (1912–1975), usbekisch-sowjetischer Komponist
- Josef Elsner (1914–1972), tschechischer Schauspieler
- Muhammadschon Schakurij (1925–2012), tadschikischer Schriftsteller und Literaturwissenschaftler
- Bachtijor Ichtijarow (1940–2021), sowjetisch-usbekischer Schauspieler
- Iskander Machmudow (* 1963), russischer Unternehmer usbekischer Herkunft
- Usmon Toshev (* 1965), Fußballspieler und -trainer
- Oksana Chusovitina (* 1975), deutsch-usbekische Turnerin
- Ulugʻbek Baqoyev (* 1978), usbekischer Fußballspieler
- Sitora Farmonova (* 1984), usbekische Schauspielerin
- Shavkat Salomov (* 1985), usbekischer Fußballspieler
- Ixtiyor Navroʻzov (* 1989), usbekischer Ringer
- Wladimir Obuchow (* 1992), russischer Fußballspieler
- Nigina Sharipova (* 1995), usbekische Sprinterin
- Saidjamshid Jafarov (* 1999), Boxer
- Abdumalik Xaloqov (* 2000), Boxer

Im Schelmenroman Chodscha Nasreddin von Leonid Wassiljewitsch Solowjow ist Buchara der Heimatort des Helden.

## Filme
- Die Störche bleiben in Buchara, DEFA-Dokumentarfilm, Regie: Kurt Tetzlaff, 1968[24]